# Tributo al Perú (álbum de La Sarita)
Tributo al Perú es el quinto y último álbum del grupo peruano de rock fusión La Sarita, producido en 2016, con versiones de algunas canciones peruanas.
El álbum fue puesto a la venta en el concierto que se realizó en Barranco el 15 de noviembre de 2016 y en tiendas virtual el 17 de noviembre del mismo año.

## Lista de canciones
1. Mix chacalonero
2. Jipy jay
3. Medley corta venas
4. Anaconda
5. Medley norteño
6. Pañuychalla
7. Carnaval de Aymaraes
8. Raíces del festejo
9. Entre licor y licor
10. Que linda flor